# El Pinetell
|  | No s'ha de confondre amb el Pinetell de Barberà. |

El Pinetell és una entitat de població del municipi de Montblanc, Conca de Barberà. L'any 2005 tenia 7 habitants censats. Aquest Pinetell no s'ha de confondre amb el Pinetell de Barberà, avui despoblat, que hi havia a la partida del mateix nom, vora l'antic camí de Montblanc a Barberà.

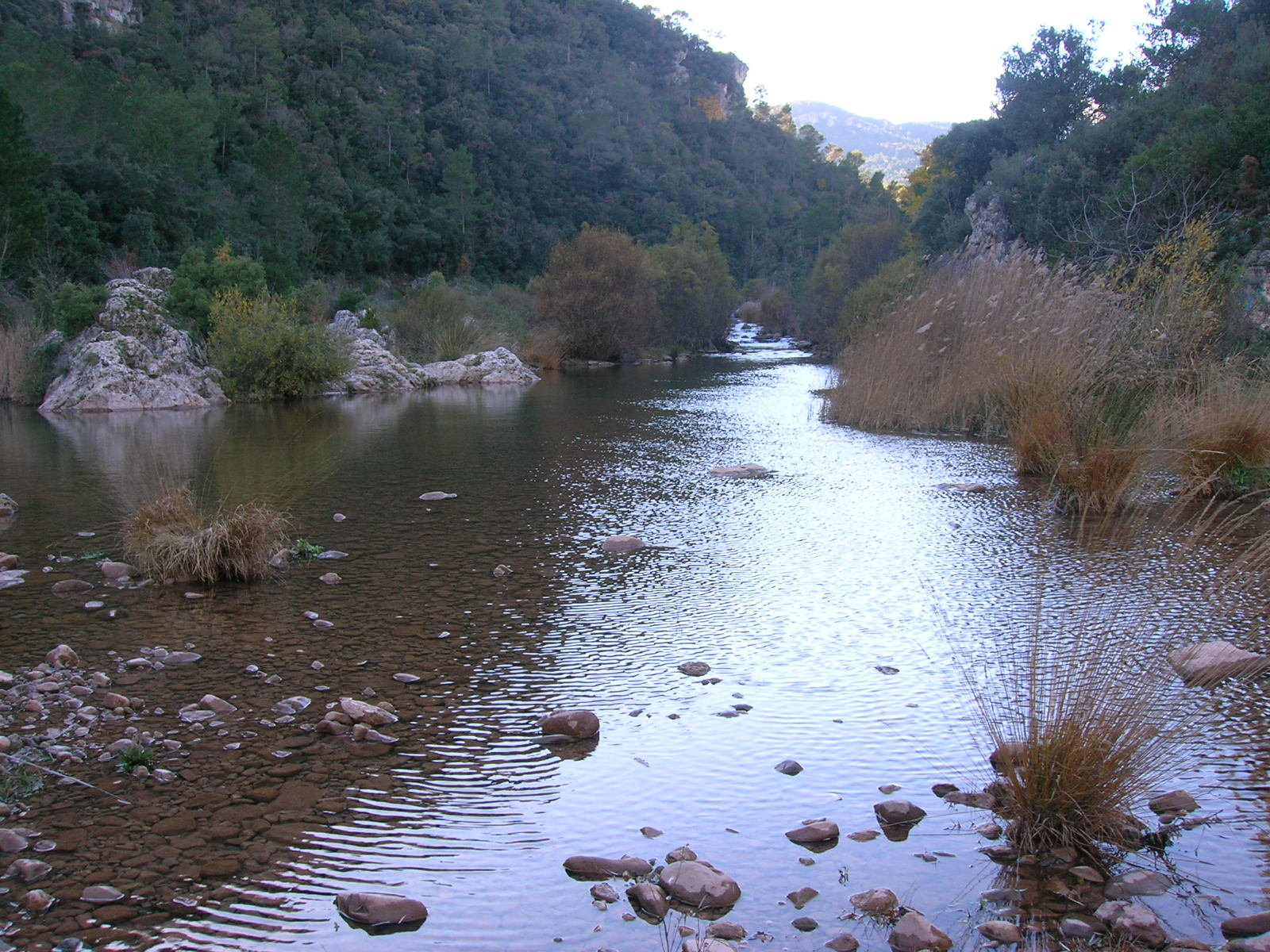
El riu Brugent a l'altura del Pinetell.

Es troba força allunyat de Montblanc, a uns set quilòmetres al sud-oest en línia recta, però per a arribar-hi per carretera cal accedir-hi des de la Riba, per la carretera de Farena, el que representa uns 15 km de distància. També s'hi pot arribar per camins de muntanya des de Rojals i des de la Cabrera, a l'altra banda del Brugent, al terme de Mont-ral. Està situat a uns 610 m d'altitud, en plena serra de Prades.
Antigament, els habitants del Pinetell sagnaven la reïna dels pins per a vendre-la al mercat, per la qual cosa rebien el renom de «reïnosos».